# Adil Shamji
Adil Shamji est un médecin et homme politique canadien.
Il représente la circonscription de Don Valley-Est à l'Assemblée législative de l'Ontario depuis 2022 en tant que membre du Parti libéral de l'Ontario.

## Biographie

### Enfance et formation
Avant d’entrer en politique, Shamji était médecin urgentiste à l’hôpital Michael Garron. Il est né au Canada de parents immigrants gujaratis d'Afrique de l'Est. Shamji s'est présenté comme candidat à la course à la direction du Parti libéral de l'Ontario de 2023. Il s'est retiré de la course le 28 septembre 2023 et a soutenu Bonnie Crombie.

### Carrière
Shamji obtient un baccalauréat en sciences médicales (BMSc) en microbiologie et immunologie de l'Université Western Ontario en 2007,, et un doctorat en médecine (MD) de l'Université de Toronto en 2011, se spécialisant plus tard en médecine générale et en médecine d'urgence.
À partir de 2013, Shamji travaille comme médecin auprès des populations autochtones des communautés rurales et éloignées dans le nord de l’Ontario, les Territoires du Nord-Ouest et l’Arctique canadien. Il exerce ce travail par intermittence pendant huit ans.
En 2017, Shamji obtient une maîtrise en politique publique (MPP) de l’école de gouvernement de Blavatnik de l'Université d'Oxford.
Peu de temps après son retour à Toronto, la pandémie de COVID-19 a frappé. Shamji a travaillé comme directeur médical du programme de soutien amélioré aux abris, qui fournit des soins médicaux aux sans-abri, en établissant des cliniques de soins primaires dans huit hôtels loués par la ville comme abris temporaires.

### Carrière politique
Shamji est élu à l'Assemblée législative de l'Ontario lors des élections provinciales de 2022. Il est le critique du Parti libéral en matière de santé, de développement du Nord, d'affaires autochtones et de collèges et universités. Depuis le 7 juillet 2024, il est le critique du Parti libéral en matière de santé, de logement et d’enjeux nordiques et autochtones.
Shamji annonce en mars 2023 qu'il envisageait de se présenter à la course à la direction du Parti libéral de l'Ontario de 2023. Il annonce officiellement sa candidature le 4 juillet. Il se retire de la course le 28 septembre 2023 et soutient Bonnie Crombie ; Crombie annonce qu'elle adoptera des parties de ses plateformes en matière de santé et d'éducation dans les siennes.

### Député provincial
Shamji a présenté le projet de loi 10, Loi de 2022 sur la publication des lettres de mandat, qui obligerait le premier ministre à publier toutes les lettres de mandat envoyées aux ministres du gouvernement et à leurs assistants parlementaires.

## Vie personnelle
Shamji vit à Toronto avec sa femme, qui est dentiste. La sœur de Shamji est infirmière.